# 乌兰巴托无轨电车
乌兰巴托无轨电车是蒙古国首都乌兰巴托公共交通网络的一部分，也是迄今为止蒙古国唯一的无轨电车系统。

## 历史
乌兰巴托无轨电车于1987年10月29日开通运营。该系统最初由40辆从苏联进口的ZiU-9型无轨电车运营。2007年起开始购进新的车辆。

## 线路
乌兰巴托无轨电车系统由2号线、4号线、5号线、6号线组成。

## 车队
ZiU-9型一直是乌兰巴托无轨电车的主力车型。2007年又进购了 Hyundai Aero City 540 型，把部分ZiU-9型的电力设备取下而转换为柴油动力。少量ZiU型和2辆AKSM型也已加入车队。
由于它们的动力，无轨电车又被当地市民称为“山羊车”。